# Indywidualne Mistrzostwa Świata w Ice Speedwayu 1971
Indywidualne Mistrzostwa Świata w ice speedwayu 1971 – cykl zawodów motocyklowych na lodzie, mający na celu wyłonienie medalistów indywidualnych mistrzostw świata w sezonie 1971. Tytuł wywalczył Gabdrachman Kadyrow ze Związku Radzieckiego.

## Historia i zasady
Po raz drugi finał mistrzostw świata rozegrany na sztucznie mrożonym torze w zachodnioniemieckim Inzell, po raz pierwszy w formie dwudniowych zawodów. Finał poprzedziły dwa trzyrundowe półfinały rozgrywane w Szwecji i Związku Radzieckim, które zwyciężyli Szwedzi Bernt Hörnfeldt i Conny Samuelsson.
Tytuł po raz czwarty wywalczył Gabdrachman Kadyrow, który jedyny punkt stracił w biegu 17., który zakończył na 2 miejscu, za Władimirem Cybrowem. Wicemistrzem został debiutant Władimir Czekuszew z 25 punktami. Trzecie miejsce zajął Czech, Milan Špinka, dla którego również był to pierwszy występ w finale mistrzostw świata, ale także pierwszy sezon w zawodach na torach lodowych. Bliski zajęcia miejsca na podium był Walerij Katiużanski, który po pierwszym dniu zmagań z 13 punktami zajmował 2. miejsce ex aequo z Czekuszewem, dzień później w pierwszej serii zanotował upadek, w ostatniej - zerwał taśmę.

## Uczestnicy
Obsada mistrzostw została ustalona na podstawie półfinałów rozegranych w Szwecji i Związku Radzieckim. Z każdego półfinału awansowało po 7 zawodników. Z dzikimi kartami wystartowało dwóch zawodników gospodarzy - Hans Siegl i Christoph Betzl. Rolę rezerwowego miał pełnić mistrza świata z 1970 roku Antonín Šváb, jednak odniesiona w półfinale kontuzja uniemożliwiła mu wzięcie udziału w finale, toteż na pozycjach rezerwowych startowali zawodnicy gospodarzy Alfred Döhr i Otto Barth.

### Zakwalifikowani zawodnicy
| Václav Verner – awans z półfinału szwedzkiego Milan Špinka – awans z półfinału radzieckiego Bernt Hörnfeldt – zwycięzca półfinału szwedzkiego Conny Samuelsson – zwycięzca półfinału radzieckiego Kurt Westlund – 2. miejsce w półfinale radzieckim Hans Holmqvist Sven Sigurd Tommy Johansson | Christoph Betzl – dzika karta Hans Siegl – dzika karta Gabdrachman Kadyrow – awans z półfinału szwedzkiego Władimir Czekuszew Walerij Katiużanski Władimir Cybrow Jurij Dudorin Aleksandr Szczerbakow |

## Klasyfikacja końcowa
| Poz | Zawodnik              | 1  | 2  | Punkty |
| --- | --------------------- | -- | -- | ------ |
| 1   | Gabdrachman Kadyrow   | 14 | 15 | 29     |
| 2   | Władimir Czekuszew    | 13 | 12 | 25     |
| 3   | Milan Špinka          | 9  | 12 | 21     |
| 4   | Walerij Katiużanski   | 13 | 5  | 18     |
| 5   | Władimir Cybrow       |    |    | 18     |
| 6   | Jurij Dudorin         |    |    | 18     |
| 7   | Sven Sigurd           |    |    | 18     |
| 8   | Kurt Westlund         |    |    | 18     |
| 9   | Conny Samuelsson      |    |    | 16     |
| 10  | Bernt Hörnfeldt       |    |    | 13     |
| 11  | Aleksandr Szczerbakow |    |    | 12     |
| 12  | Hans Holmqvist        |    |    | 11     |
| 13  | Hans Siegl            |    |    | 9      |
| 14  | Christoph Betzl       |    |    | 4      |
| 15  | Tommy Johansson       |    |    | 4      |
| 16  | Václav Verner         |    |    | 3      |
| 17  | Alfred Döhr           |    |    | 1      |
| 18  | Otto Barth            |    |    | 1      |